# Muriel Hermine
Muriel Hermine (Le Mans, 3 september 1963) is een Franse synchroonzwemmer met een bronzen medaille op de Wereldkampioenschappen en won vier Europese titels. Daarnast nam Hermine deel aan de Olympische Zomerspelen 1984 en 1988. Tijdens de Wereldkampioenschappen synchroonzwemmen Masters in 2015 won Hermine de wereldtitel in de categorie 50-59 jaar.

## Levensloop

### Begin jaren
Ze begon op achtjarige leeftijd met wedstrijdzwemmen in Tours en ontdekte vier jaar later het synchroonzwemmen. Door haar te begeleiden, werd haar moeder coach en vervolgens nationaal jurylid in het synchroonzwemmen. Twee jaar later werd ze geselecteerd voor de Franse ploeg. 

### 1982-1984
Het eerste groote toernooi waren de Wereldkampioenschappen synchroonzwemmen 1982. Op het onderdeel solo werd er een achtste plaatst gehaald en op het duet met Pascale Besson werd een zevende plaats gehaald. Een jaar later tijdens de Europese kampioenschappen synchroonzwemmen 1983 werd het eerste groote succes behaald door een zilveren medaille te winnen op het onderdeel solo.
Het lukte Hermine om zich te plaatsen voor de Olympische Zomerspelen 1984. Op het eerste solo onderdeel werd er een zevende plaats gehaald. Net als tijdens het WK 1982 deed Hermine met Pascale Besson het duet. En ook hier werd er net als op de solo een zevende plaats gehaald.

### 1984-1988
Op de Europese kampioenschappen synchroonzwemmen 1985 won de Franse ploeg een gouden medaille tijdens het team onderdeel. Dit betekende de eerste groote titel, daarnaast won Hermine twee zilveren medailles op het solo en duet onderdeel. Het jaar daarna tijdens de Wereldkampioenschappen synchroonzwemmen 1986 werd er een bronzen medaille gewonnen op het Solo onderdeel. Op de Europese kampioenschappen synchroonzwemmen 1987 was het raak, op alle drie de onderdelen; solo, duet en team werd er een gouden medaille gewonnen. Het lukte om zich te plaatsen voor de Olympische Zomerspelen 1988. Op het solo onderdeel werd er een vierde plaats gehaald. Op het onderdeel duet nam Hermine niet deel. 
Na de Olympische Zomerspelen 1988 beëindigde Hermine haar sportcarrière en ging zich toeleggen op het creëren van watershows. 

### Terugkomst op masterniveau
In april 2014 ging Hermine weer meedoen aan de wereldcompetitie. Op het Master WK van 2015 won ze het wereldkampioenschap voor masters en behaalde ze de wereldtitel in alle categorieën.
Na haar sportcarrière wilde Hermine ook een maatschappelijke baan en is ze mentale coach.

## Persoonlijk
Hermine heeft twee zonen, Killian en Quentin, geboren uit haar verbintenis met Yannick. Het stel leeft gescheiden.

## Filmografie
| Jaar | Film              | Rol    |
| ---- | ----------------- | ------ |
| 1984 | Aldo et Junior    | Carole |
| 1996 | Jamais 2 sans toi | Muriel |